# Arnarulunnguaq

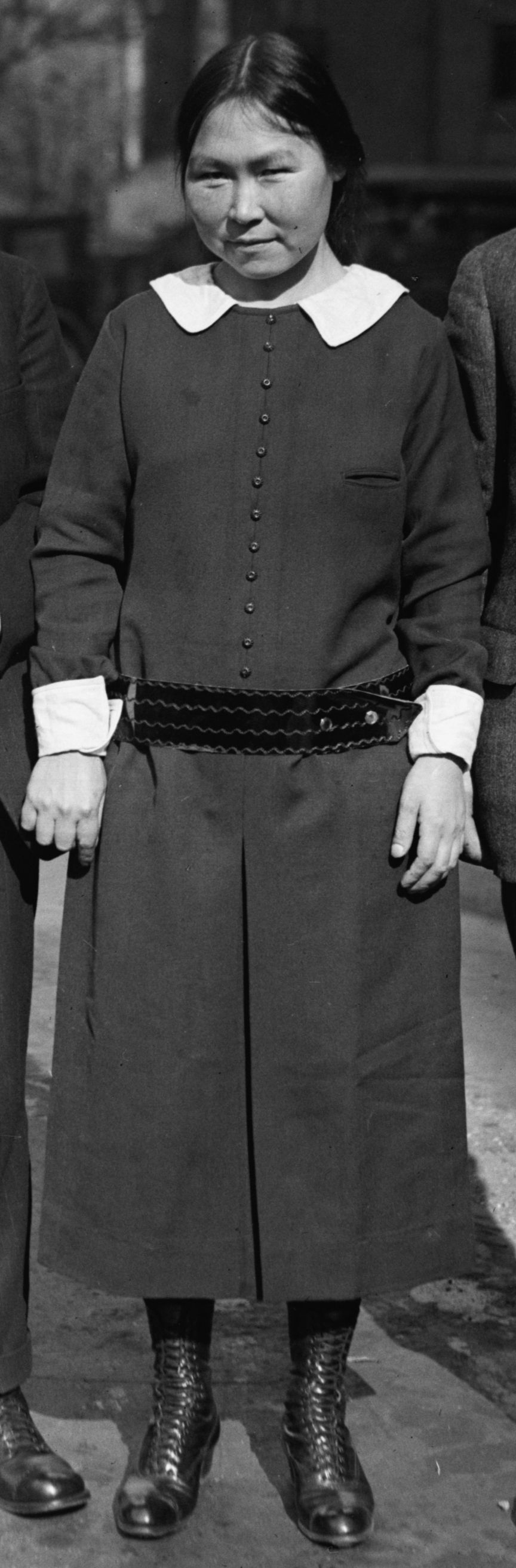
Arnarulunnguaq in Kopenhagen 1924

Arnarulunnguaq (* um 1896; † 2. Oktober 1933 in Uummannaq (Dundas)) war eine grönländische Expeditionsteilnehmerin.

## Leben
Arnarulunnguaq gehörte den Inughuit an und war die Tochter des Jägers Uumaaq († um 1900) und seiner Frau Aleqasersuaq. Da ihr Vater früh starb, hatte die Mutter keinen Versorger mehr für die Arnarulunnguaq und ihre drei älteren Brüder. Es war üblich, einige Kinder zu töten, wenn ansonsten der Hungertod der ganzen Familie drohen würde, aber Arnarulunnguaqs Bruder Aajaku konnte Knud Rasmussen zufolge seine Mutter dazu überreden, dies nicht zu tun, und rettete so Arnarulunnguaqs Leben. Sie wurde später die Frau von Iggiannguaq, dem Sohn von Sujuluk, deren Mann ebenfalls jung gestorben war, woraufhin Iggiannguaqs jüngere Brüder getötet worden waren. Er war mütterlicherseits ein Cousin von Minik Wallace.
1921 suchte Knud Rasmussen nach Inughuit, die ihn auf seiner Fünften Thule-Expedition begleiten sollten, und entschied sich unter anderem für Arnarulunnguaqs Bruder Aajaku, der sich aber noch im Frühjahr 1921 vermutlich aus Liebeskummer mit einem Gewehr das Leben nahm. Stattdessen wählte Knud Rasmussen Iggiannguaq, den er bereits seit 1903 kannte, sowie seine Frau Arnarulunnguaq, die den Spitznamen Fokina erhielt. Die Gruppe reiste noch 1921 nach Nuuk, um an den Feierlichkeiten anlässlich des 200. Jubiläums der Ankunft Hans Egedes in Grönland teilzunehmen, aber mehrere der Expeditionsteilnehmer erkrankten durch den Kontakt mit ihren Immunsystemen unbekannten Infektionskrankheiten schwer, woraufhin Peter Freuchens Frau Navarana in Upernavik Kujalleq und Iggiannguaq in Nuuk starben. Um Iggiannguaq begraben zu können, musste er posthum getauft werden, woraufhin auch die übrigen noch ungetauften Expeditionsteilnehmer mit Ausnahme des jüngsten, Aqattaq, getauft wurden. Knud Rasmussen bot der jung verwitweten Arnarulunnguaq daraufhin an, nicht mit auf die Expedition zu kommen, aber sie lehnte ab und kam mit. 1923 kehrten die meisten Teilnehmer nach Grönland zurück, als der erste Teil der Expedition in der Hudson Bay abgeschlossen wurde. Einzig Knud Rasmussen, Arnarulunnguaq und ihr Cousin Qaavigarsuaq Miteq, der der uneheliche Sohn von Robert Edwin Pearys Kapitän Robert „Bob“ Bartlett (1875–1946) und Arnarulunnguaqs Tante war, setzten die Expedition fort. Arnarulunnguaq war verantwortlich für das Kochen und die Herstellung und Reparatur der Kleidung und zudem Expertin im Bau von Torfmauerhäusern. Sie half auch Knud Rasmussen bei botanischen, zoologischen und archäologischen Untersuchungen. Die Expedition führte sie bis zur Beringstraße.
Von Nome in Alaska aus reisten sie über die USA nach Kopenhagen, wo sie Ende 1924 ankamen. In Seattle erfuhr sie, dass die Erzählungen von Minik Wallace aus New York City keine Lügengeschichten waren, als welche sie von den Inughuit einst abgetan worden waren und mit größter Freude wollte sie einen ganzen Tag damit verbringen einen Fahrstuhl zu benutzen. Nach Seattle waren sie noch in New York City und Washington, D.C., wo sie eine Audienz bei US-Präsident Calvin Coolidge erhielten, was für Knud Rasmussen eine große Ehre war, für seine beiden Begleiter jedoch weniger, da sie von der Bedeutung des Präsidenten nicht überzeugt waren. In Kopenhagen erkrankte Arnarulunnguaq an Tuberkulose und musste im Krankenhaus operiert werden. Noch im Krankenhaus überreichte Knud Rasmussen ihr die Fortjenstmedaljen in Silber, die sie vor Verlegenheit kaum annehmen wollte.
Im Sommer 1925 kehrte sie in ihre Heimat zurück, wo sie am 9. April 1928 in zweiter Ehe Karl Peary (1906–1998), den unehelichen Sohn von Robert Edwin Peary und Aleqasina heiratete. Sie verbrachte die folgenden Jahre als Hausfrau, aber hatte auf der Expedition auch gelernt zu jagen und Hundeschlitten zu fahren. Sie litt aber dauerhaft unter den Folgen der Tuberkulose und erlag diesen 1933 im Alter von rund 37 Jahren.
Sie wird ab 2028 als eine von vier Persönlichkeiten aus dem Königreich Dänemark auf den Geldscheinen der Dänischen Krone abgebildet sein.